# Dalce
Dalce este o localitate din comuna Krško, Slovenia, cu o populație de 10 locuitori.